# Reações de Primeira Ordem
Uma reação de primeira ordem é aquela na qual a velocidade é diretamente proporcional à concentração de reagente, ou seja, se dobrarmos a concentração a velocidade também dobrará. Para esse tipo de reação pode-se escrever:
{\displaystyle v=kCa}
Onde v é a velocidade de reação; k é a constante de velocidade da reação e Ca é a concentração de reagente. A velocidade da reação depende da concentração inicial do reagente. Quanto maior a concentração inicial, mais rápida é a reação. A equação diferencial que descreve uma reação de primeira ordem é:
{\displaystyle -{dCa \over dt}=kCa}
Onde o termo do lado esquerdo da igualdade é a taxa de variação da concentração em relação ao tempo. A constante de velocidade k para as reações de primeira ordem tem unidades de [tempo-1].
A representação gráfica de ln[A]t  versus t é uma linha reta com inclinação -k e intercepta em ln[A]0.

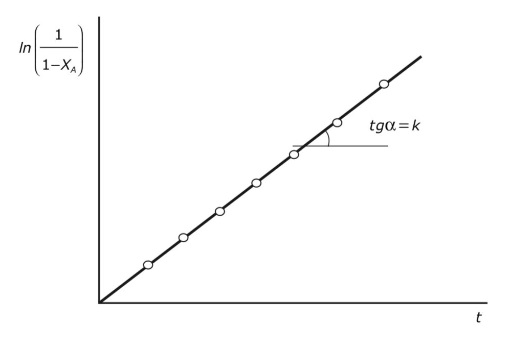
Determinação gráfica da constante de velocidade para uma cinética de primeira ordem.

O gráfico da concentração do reagente em função do tempo em uma reação de primeira ordem forma uma curva exponencial decrescente.

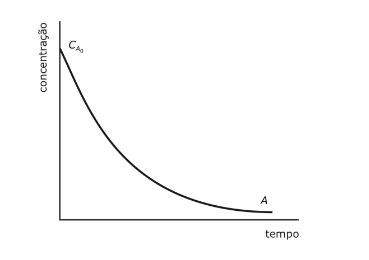
Variação da concentração com o tempo para uma cinética de primeira ordem.
As reações de primeira ordem têm uma meia-vida constante. A meia-vida (t1/2) é o tempo necessário para que a concentração do reagente seja reduzida à metade.